# Metamblyops oculata
Metamblyops oculata är en kräftdjursart som beskrevs av W. M. Tattersall 1907. Metamblyops oculata ingår i släktet Metamblyops och familjen Mysidae. Inga underarter finns listade i Catalogue of Life.